# 罗布桑却丹
罗布桑却丹（藏語：བལོ་བཟང་ཆོས་ལྡན，威利转写：blo bzang chos ldan，1873年—1928年），清末卓索图盟喀喇沁左翼旗阿日山乌苏（今辽宁省凌源市万元店镇热水汤村）人，清末民初蒙古族哲学家。罗布桑却丹是藏文名，其蒙古名為宝音陶格陶；汉名白云峰，字子珍。

## 生平
罗布桑却丹于1873年生于卓索图盟喀喇沁左旗阿日山乌苏（今辽宁省凌源市万元店镇热水汤村）的一个贫苦蒙古族农民家庭。罗布桑却丹兄弟四人，他排行第三，被乡亲们称为“白三喇嘛”。他幼年没有资材入学，于是在家刻苦自学，学会了蒙古文，以寒门子弟破格提拔为苏木章京。
光绪二十二年（1896年），罗布桑却丹被喀喇沁左旗札萨克派赴哲里木盟各旗查丁造册，调查了解喀喇沁左旗的属民迁居该地的户、丁情形。调查历时三年。调查完毕回喀喇沁左旗之后，罗布桑却丹放弃了管旗章京的职务，准备赴西藏学习。光绪二十四年（1898年），罗布桑却丹离开家乡启程赴西藏，途经北京时，因缺少路费，乃在北京雍和宫学习佛经，准备有钱后再赴西藏。自此，罗布桑却丹在雍和宫当喇嘛，阅读了许多蒙古文、满文、汉文、藏文书籍，并掌握了这四种语文。
光绪二十六年（1900年），八国联军攻入北京，烧杀抢掠。罗布桑却丹乃同旺希尔巴拉旦一起联系日本、俄国军官，保护雍和宫，罗布桑却丹也打消了赴西藏游学的想法。
光绪二十八年（1902年）冬，罗布桑却丹赴理藩院应试，获得了蒙古文、满文、汉文、藏文四种语言“固师”（固师是喇嘛学位之一，专业从事佛经翻译）之职称，并留在理藩院当翻译。罗布桑却丹利用各旗王爷在北京开会的机会，将发展蒙古族文化教育以振兴蒙古民族的呈文提交给蒙古诸位王公，希望获得这些王公的支持，但未如愿。
光绪二十九年（1903年），罗布桑却丹自北京返回家乡。光绪三十二年（1906年），罗布桑却丹应日本方面邀请，赴东京外国语学校任教，至宣统三年（1911年）回国。回国后，罗布桑却丹呈文清廷，建议改革，但未获回应。
中華民國成立后，民国元年（1912年）八月，罗布桑却丹第二次赴日本，于本愿寺任教。在日本期间，他同挂田夫人结婚。民国三年（1914年），罗布桑却丹携家回国，自北京迁居奉天，在日本开办的南满铁路株式会社进行蒙文方面的工作。在此期间，罗布桑却丹曾经建议当局使用新方法发展畜牧业，但未获采纳。
民国四年（1915年）至民国七年（1918年），罗布桑却丹创作了《蒙古风俗鉴》。这是一部有关蒙古族的百科全书，记述了蒙古族历史和文化的各个方面，自1918年出版后，引起了世界各国蒙古学研究人士的关注。
1928年，罗布桑却丹逝世。

## 著作
- 《蒙古风俗鉴》[1]